# Lista prim-miniștrilor Imperiului Austriac
În Imperiul Austriac, funcția de ministru-prezident a fost creată în timpul Revoluției de la 1848. Ministru-prezidentul era șeful guvernului și președintele consiliului de miniștri. Înainte de crearea funcției de ministru-prezident, exista un Consiliu de Stat al Imperiului Austriac, condus de însuși împăratul, în care unii miniștri au avut mereu o anumită funcție de conducere, cum a fost cazul cu Johann Philipp von Stadion între 1805 și 1809 sau cu Klemens Wenzel von Metternich, căruia i-a fost acordat chiar titlul de Cancelar de stat în 1821.
Minister-prezidentul era numit și destituit de împărat; nu exista un control parlamentar în această privință. La moartea lui prințului Felix zu Schwarzenberg în primăvara lui 1852, așa-numitul neoabsolutism a fost instaurat în întregime, iar funcția de ministru-prezident nu a mai fost ocupată. În schimb, împăratul conducea iarăși singur consiliul de miniștri. Exista, totuși, un președinte al „conferinței miniștrilor”, cum era numită atunci ședința de guvern. Acesta putea să coordoneze liber cel puțin sarcinile miniștrilor. În 1867, potrivit compromisului austro-ungar, Dubla Monarhie a fost împărțită în două, fiecare parte având propriul ei guvern și șef de guvern.

## Cancelar de Stat
- Prințul Klemens Wenzel von Metternich: 25 mai 1821 – 13 martie 1848

## Ministru-prezident
- Contele Franz Anton von Kolowrat-Liebsteinsky: 20 martie 1848 – 19 aprilie 1848
- Contele Karl Ludwig von Ficquelmont: 19 aprilie 1848 – 19 mai 1848
- Baronul Franz von Pillersdorf: 19 mai 1848 – 8 iulie 1848
- Baronul Anton von Doblhoff-Dier: 8 iulie 1848 – 18 iulie 1848
- Baronul Johann von Wessenberg: 18 iulie 1848 – 21 noiembrie 1848
- Felix zu Schwarzenberg: 21 noiembrie 1848 – 5 aprilie 1852

## Președinte al ședinței de guvern
- Contele Karl Ferdinand von Buol-Schauenstein: 11 aprilie 1852 – 21 august 1859 (însă de facto șef de guvern era ministrul de interne Alexander von Bach.)
- Contele Johann Bernhard von Rechberg: 21 august 1859 – 4 februarie 1861
- Arhiducele Rainer Ferdinand de Austria: 4 februarie 1861 – 26 iunie 1865 (însă de facto șef de guvern era ministrul Anton von Schmerling)
- Contele Alexander von Mensdorff-Pouilly: 26 iunie 1865 – 27 iulie 1865
- Contele Richard Belcredi: 27 iulie 1865 – 7 februarie 1867
- Contele Friedrich Ferdinand von Beust: 7 februarie 1867 – 30 decembrie 1867